# Nga Hoàng (xã)
Nga Hoàng là một xã thuộc huyện Yên Lập, tỉnh Phú Thọ, Việt Nam.
Xã Nga Hoàng có diện tích 6,95 km², dân số năm 2023 là 1651 người, mật độ dân số đạt 237 người/km².